# Chrysoberil

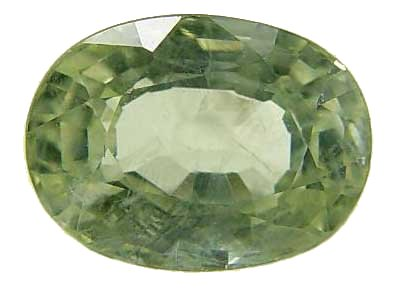
Geslepen chrysoberil

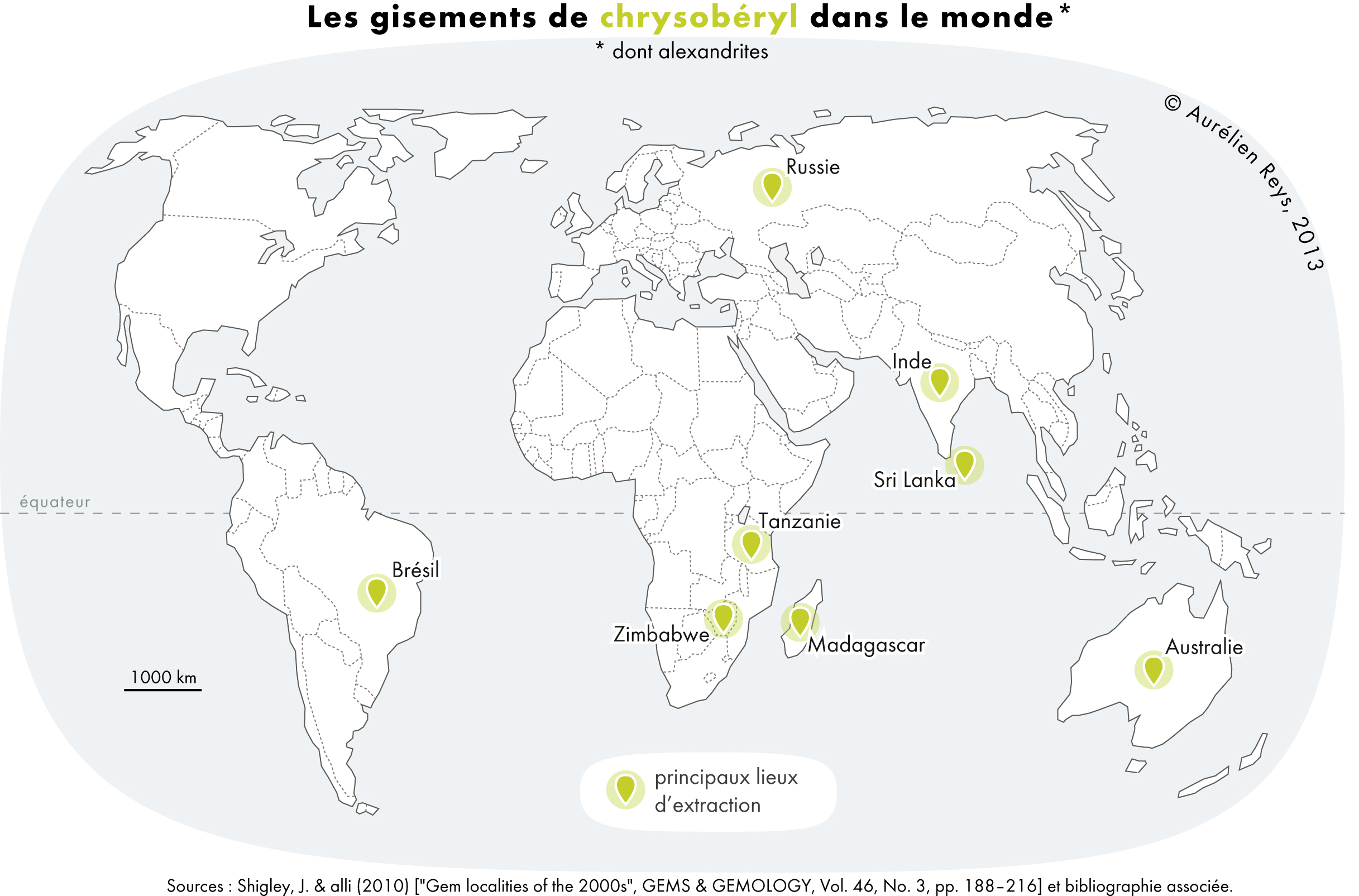
Belangrijkste chrysoberyl producerende landen

Het mineraal chrysoberil is een beryllium-aluminium-oxide met de chemische formule BeAl2O4. Het mineraal is overwegend goudgeel van kleur met groene en honingbruine accenten.

## Eigenschappen
Chrysoberil is met een Mohs-hardheid van 8,5 een van de hardste mineralen. Alleen diamant en korund (robijn en saffier) zijn harder.

## Ontstaan
Pegmatieten, metamorfieten, alluviale afzettingen.

## Geschiedenis
In het verleden beschouwde men chrysoberil als beril. De steen wordt gebruikt in sieraden. De variëteit cymofaan is zeer geliefd.

## Voorkomen
Chrysoberilkristallen worden gevormd in magmatische gesteenten. Het wordt meestal in de vorm van platte, afgeronde stenen gevonden in alluviale afzettingen, bijvoorbeeld in Brazilië en Sri Lanka. Daarnaast is er chrysoberil gevonden in Madagaskar, Zimbabwe, Rusland, India, Myanmar en Italië.

## Variëteiten
- Alexandriet is een groene variëteit van chrysoberil die bij kunstlicht rood kleurt. De afwijkende kleur van alexandriet wordt veroorzaakt door de aanwezigheid van chroom.
- Bij cymofaan wordt bij lichtinval door de fijne evenwijdige holle kanaaltjes een zilverachtige witte streep veroorzaakt, zoals bij het oog van een kat. Deze variëteit staat dan ook wel bekend als kattenoog.

## Industriële toepassing
Ondanks de grote hardheid kent chrysoberil echter maar weinig praktische toepassingen. Het wordt vooral gebruikt voor het maken van juwelen. De helderste variëteiten van chrysoberil zijn bijzonder kostbaar.